# Joe Parkinson
Joseph Parkinson, detto Joe (Eccles, 11 giugno 1971), è un allenatore di calcio ed ex calciatore inglese, di ruolo centrocampista.

## Palmarès

### Giocatore

#### Competizioni nazionali
- Coppa d'Inghilterra: 1

Everton: 1994-1995
- Charity Shield: 1

Everton: 1995